# Erdőd vára (Horvátország)
Erdőd vára (horvátul: Utvrda Erdut) egy vár Horvátországban, az Eszék-Baranya megyei Erdőd településen.

## Fekvése
A vár Erdőd északkeleti szélén a Duna magaspartján áll ott, ahol ennek az erős, és hatalmas folyónak a nagy kanyarulata kezdődik, hogy majd Dályánál érjen véget, majd délkeletre folyjon tovább. A meredek falú magaslatról a kilátás a bal part síkságáig, a Bácskai-síkságig és az azt övező szőlőhegyekig terjed, de nagyszerű kilátás nyílik a szlavón és szerémségi vidékekre is.

## Története
Erdőd várát 1472-ben a titeli prépostság tulajdonában említik meg először. 1499-ben került az alsólendvai Bánffy család kezébe. A család türingiai német eredetű, amely Szlavóniának és Horvátországnak több bánt és katonai parancsnokot adott. 1526-ban elfoglalta a török és 1687-ig török uralom alatt volt. A várat 1526-ban Mehmed-pasa Jahjaoglu szendrői szandzsákbég serege támadta meg, és mivel a magyar hadsereg Mohács alatti rettenetes veresége után katonák nem voltak olyan morális állapotban, hogy a várat megvédjék a várnagy harc nélkül átadta az erőd kulcsait. Tíz év múltán újra harcok színhelye volt a vár, mivel a szerencsétlen és alkalmatlan Johann von Katzianer, Ferdinánd király katonai parancsnoka hiába rohamozta Eszéket, a gyenge ellátottság miatt élelem nélkül maradt. Erre abban a hitben, hogy az erdődi várban a törökök nagy készleteket tartanak megbízta Bánffy Boldizsárt, Kórógy akkori urát, hogy foglalja el a család egykori várát. A könnyűlovasság élén támadó Bánffy ezt meg is tette, de sajnos az erődben kevés élelmet talált. Ezután kezdődött meg Katzianer hadseregének visszavonulása, amelynek a Garánál elszenvedett súlyos vereség lett a következménye. 
Közben a kevés utas, aki Erdődre látogatott mind leírja az erőd nyomorúságos állapotát, amely lassan pusztult. Amikor 1608-ban Adam Herberstein császári követ erre utazott Konstantinápolyba rajzokkal színesített útleírást készített a dunaparti erődítményekről. A leírásból megtudhatjuk, hogy az erődön nem volt tető és belül minden megsemmisült, pedig
a külső falak meglehetősen magasak voltak és meglehetősen jól megmaradtak. A törökök a romos vár alatti pincékben és tömlöcökben laktak, az erőd előtt pedig nagy falu feküdt. A vár utolsó török parancsnoka Hasszán bég volt. Amikor a Francis d'Aspremont tábornok vezette császári sereg 1687-ben a várhoz ért sikerült megtörnie a néhány török és vlach katona heves ellenállását.
Erdőd felszabadulása után az udvari kamara kezére került. Sokáig császári katonaság állomásozott benne német parancsnokok irányítása alatt. Egyes írott források szerint abban az időben egyik része összeomlott és a lejtőn lezuhant a Dunába. Ezután valószínűleg biztonsági okokból történtek bontások is. 1730-ban zálogbirtokként báró Zuan Iváné lett, majd 1746-ban erdődi Pálfy Jánosnak adták el, hogy 1785-ben véglegesen a csepéni Adamovich család, majd házasság révén szentkatolnai Cseh Ervin Szerém vármegye főispánja kapja meg a várat, aki természetesen már nem a várban, hanem a faluban épített kastélyában élt 1918-ban bekövetkezett haláláig. 

## A vár mai állapota
A várat nagy valószínűséggel olasz hadmérnökök építették (a megoldások hasonlóságot mutatnak több itáliai erődítménnyel). A vár Konstantinápoly bukása (1453) után nagy sietséggel épülhetett, mert Erdőd a Duna-régió összes erődítményének a legvékonyabb falaival rendelkezik (a falak mindössze 0,83–1,13 méter vastagok). Az építők ezt a hiányosságot számos nagy ágyúnyílással és lőréssel próbálták pótolni. A várat palotaként is használták, ennek a maradványai a széles kőlépcsők, a kandallók, a freskók maradványai és a kápolna a torony második emeletén.
Erdőd várának ma is tekintélyes maradványai vannak. A vár közepét elfoglaló lakótorony a maga tömegével szinte ránehezedik a különben nem oly nagyterületű várra. A torony belsejét egykor födémgerendákkal osztották több szintre, de ezek egykori beosztását, a többszöri felújítás miatt, már nem lehet megállapítani. A külső várban még áll az északnyugati palotaszárny külső fala, de a talajmozgások miatt meglehetősen kibillent állapotban. Az itáliai reneszánsz hatást mutató, északnyugati saroktorony viszont nagyon jó állapotban van. 
Van még egy, a palotával és a kerek saroktoronnyal, azonos megoldásokkal rendelkező torony maradvány is, mely a vár alatt, mintegy 40 méternyire található. E torony egykori elhelyezkedése máig vitatott. Egyes vélemények szerint, a torony eredetileg a külső vár északi sarkát képezte, s egy 1860-as földsuvadás során került a mai helyére, mások szerint a torony most is az eredeti helyén áll és egy egykori külső védelmi rendszer részét képezte. Ennek eldöntésére, azonban egy komolyabb ásatásra lenne szükség, melyre a közeljövőben esély sem mutatkozik. Ma Erdőd vára egy hatalmas, de elhanyagolt rom.